# Карниз
Карни́з (від грец. κορωνίς — «закінчення», «завершення»), заст. ґзимс (від нім. Gesims через пол. gzyms) — завершення стіни споруди у вигляді горизонтального профільованого пояса, верхня випнута частина стіни, що підтримує дах і оберігає стіну при стіканні води з даху (виступ з жолобом на нижній поверхні знаний як слізник). Конструктивно визначається виносом — відстанню його краю від стінної площини.
Завершуючи верх стіни, відділяючи її край, карниз грає значну образну роль. Тому його використовують і при розчленуванні стіни на яруси, поверхи, і при завершенні стін в інтер'єрах.

## В архітектурних ордерах
Карниз є складовою антаблемента (чим відрізняється від гурту, який проходить на будь-якій висоті стіни). Знизу підтримується мутулами або гутами. У давньогрецьких архітектурних ордерах верхня виносна плита карниза називається гейсоном.

## Види

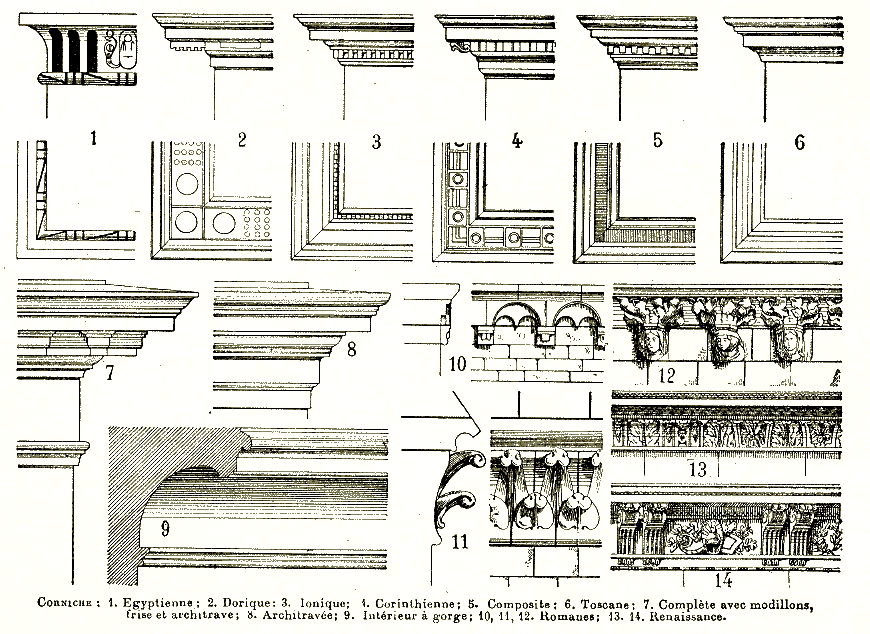

Існує декілька класифікацій карнизів — за формою профілю, за функцією, за епохою або країною походження, з застосуванням у тому чи іншому ордері та т. ін.
За положенням і характером виконання існують:
- Карниз внутрішній — розташований в інтер'єрі будівлі, який використовують для прикраси стін, пічки та димоходи.

Карнизи зовнішні:
- Карниз проміжний — розташований між ярусами або поверхами, який ділить площину стіни, підкреслюючи рівні відповідних поверхів.
- Карниз тягнутий — профільований карниз з чітко окресленими горизонталями.
- Карниз цокольний, який відділяє цоколь від основної стіни.
- Карниз модульований — де виносна плита підтримується модульонами.

### Карнизи для штор
Карнизи підвіконні, надвіконні та наддвірні , а також:
- алюмінієві;
- металічні;
- стельові пластикові карнизи — це прихований варіант карниза у вигляді доріжки з гачками із пластику;
- карнизи для римських штор;
- електрокарнизи для штор — автономна система, яка регулює портьєри за допомогою перемикача або пульта управління.